# 森田和郎
森田 和郎（もりた かずろう、1955年1月19日 - 2012年7月27日）は、コンピューターゲームのプログラマ。代表作は『森田将棋』。

## 経歴
1955年、富山県富山市で内科と産婦人科の開業医の家に生まれる。3人兄弟の長男。元参議院議員の森田高は弟。
富山県立富山中部高等学校在学中にプログラム電卓でコンピュータと出会う。高校卒業後、1973年に東京工業大学有機化学科へ入学。留年して2年で東京工業大学を中退。富山県で1年を過ごした後、埼玉医科大学に入学した。
1976年に発売された日本電気（NEC）のワンボードマイコンTK-80に大学2年で熱中し、オセロのプログラムを作成。
1981年、武蔵野マイコンクラブに入会。月2回の例会の中で、MS-DOS情報やC言語の講師を行う。武蔵野マイコンクラブとして、「森田オセロ」を発表。自信作の「マリンアドベンチャー」は、投稿のための原稿を紛失し未発表に終わる。
PC-8001を購入して、1982年には『月刊アスキー』で定期開催されていた思考ゲーム対決大会「マイクロオセロリーグ」に第3回から出場。優勝して、アスキーからオセロゲームとしてコンパクトカセットでパッケージとして発売されて印税収入を得る。その後、PC-8801に機種を買い換える。当時は、『I/O』出身の芸夢狂人・中村光一と並ぶスタープログラマーとして知られていた。
1982年にエニックスの第1回ゲーム・ホビープログラムコンテストにエニックスから誘われて、1か月で作成したウォー・ゲーム『森田のバトルフィールド』で応募。大賞にあたる賞金100万円の最優秀プログラム賞を受賞し、1983年2月には市販され、印税を約500万円得た。
この成功で1983年4月に埼玉医大に籍を置いたまま、武蔵野マイコンクラブの有志で埼玉県坂戸市に株式会社ランダムハウスを設立し、代表取締役となる。この頃、エニックスの依頼で、当時アーケードゲームで人気博し自身も熱中した『ゼビウス』を目標にした『アルフォス』を半年で開発しており、同年6月にリリースした。
オセロに続いて将棋なども思考ルーチンを開発し、2年間かけて1985年8月に『森田和郎の将棋』を発売。初期のコンピュータ将棋の強豪（コンピュータ将棋選手権第1回 - 第6回の全てでベスト3入り、第2回では優勝）として知られる。ソースコードを示した詳細な解説書『思考ゲームプログラミング ― オセロゲームのアルゴリズムと作成法』（共著、 ISBN 4-87148-186-7 ）を上梓するなど後進の教育もおこなった。瀧澤武信らは、アイデアをオープンにするという姿勢が後続のコンピュータ将棋開発者らに受け継がれたからこそ、プログラムが急速に進歩できたと述べている。
1987年、家庭用ゲーム機のファミリーコンピュータ向けの『ミネルバトンサーガ ラゴンの復活』のプログラムの大部分を担当、自身初のロールプレイングゲームでもあった。ファミコンでは他にも1992年の『ジャストブリード』を開発した。
1999年になってランダムハウスの事業は新たに設立された株式会社悠紀エンタープライズに譲渡された。森田も同社に移籍し、後に代表取締役も務めた。
2000年代に入ってからもドリームライブラリや『サムライスピリッツ零』などのプログラムを担当するほか、毎日コミュニケーションズのネット将棋事業にも関わっていた。
2012年7月27日に死去。晩年は体調悪化により歩行困難になっていたという。その死は2013年6月になって、『将棋世界』2013年7月号、『週刊将棋』2013年6月5日号で報じられ、明らかになった。

## 人物
将棋五段、囲碁三段、オセロ二段。趣味として少女漫画を愛読。
森田作品の特徴といえば、思考プログラムが得意なことと、高度なプログラム技術を活かした内容が挙げられる。『アルフォス』は、当時のパソコンの中でも決して高速とはいえないPC-8801で、キャラクタと背景をRGBの別プレーンで描いてパレットを変更するというテクニックで滑らかなスクロールを実現した。作品というよりは、PC-8801では不可能と言われたタイプのゲームをアルゴリズムで実現することを証明する技術的見地からの実験だったと述べている。なお、『アルフォス』は『ゼビウス』の権利元のナムコから許諾を得て、同社のコピーライト表記が入る形で世に送り出された。広告に掲載されていたアルフォスの開発中の初期バージョンの画面には、ナムコのコピーライト表示はなく、森田はナムコの許諾は必要ないと思っていたが、エニックスが許諾を受けたのだという。
『リグラス』では自らゲーム中にキャラとして登場し、プレイヤーキャラに話しかけられるとスクロール速度の自慢をするという茶目っ気もみせる。
また、鶏料理が苦手であり、『ジャストブリード』製作時に「鶏料理が苦手」と発言したことが道中でのイベント（敵の罠によりしびれる効果を持つキノコを盛り付けられた鶏料理を食べさせられピンチを迎える事となる。しかし仲間の一人、ハンスが鶏料理が苦手だったため唯一難を逃れ、主人公達を救う存在となる）の元ネタとなっている。

## ランダムハウス
株式会社ランダムハウスは、1983年4月15日に坂戸市の武蔵野マイコンクラブの有志が設立したソフトハウス。
代表取締役は森田で、森田の埼玉医大同級生で同じくエニックスのコンテスト出身でもある後の作家羅門祐人こと山口祐平も契約社員として在籍。山口を社長に子会社アーテックを設立したが、後にアーテックとは資本関係を解消した。
『リグラス』や『獣神ローガス』といったパソコン用ゲームソフトは自社ブランドで発売する一方、エニックスなど大手ゲームメーカーのデベロッパーとしてファミコン等の家庭用ゲーム機用ソフトも多数開発。『森田将棋』のほか、『ミネルバトンサーガ』、『ジャストブリード』、『ダンジョンランド』の開発も手がけた。
1999年に新たに設立した悠紀エンタープライズ（それまでのランダムハウス跡に所在）に営業権を譲渡するが、森田自身も悠紀エンタープライズにプログラマとして籍を置き、後に代表取締役も務めた。

### ランダムハウスの作品一覧
- アルフォス（1983） - PC-8801　販売：エニックス
- チェンジャー（1983）　販売：コムパック
- ランナウェイ（1984）　販売：東芝EMI
- 森田和郎の将棋（1985） - PC-9801　販売：エニックス
- 森田和郎の将棋8ビット版（1986） - PC-8801・X1　販売：エニックス
- 暗黒城（1984）　販売：エニックス
- アゲイン（1984）　販売：エニックス
- 森田のオセロ（1985）　販売：東芝EMI
- リグラス（1985）
- 森田将棋（1987） - ファミリーコンピュータ　販売：セタ
- 獣神ローガス（1987）
- ミネルバトンサーガ（1987）　販売：タイトー
- 森田将棋PC（1991） - PCエンジン　販売：NECアベニュー
- コード０（1991）　販売：エニックス
- 初段森田将棋（1992） - スーパーファミコン　販売：セタ
- ダンジョンランド（1992）　販売：エニックス
- ジャストブリード（1992）　販売：エニックス
- 森田将棋4（1993） - PC-9801　販売：エニックス
- 早指し二段森田将棋（1993）　販売：セタ
- 五月陣戦（1994） - アーケード　販売：セタ
- 森田将棋５（1994）
- 早指し二段森田将棋2（1995）　販売：セタ
- 詰将棋道場（1995）
- 一生遊べる詰将棋道場（1996）
- 森田将棋'97（1997）
- 森田将棋64（1998）
- 森田の最強将棋（1999）
- 森田の最強リバーシ（1999）

### アーテックの作品一覧
- ディガンの魔石（1988）
- ダークレイス（1989）
- バルバトゥスの魔女（1990）
- キングブリーダー（1991）